# 源長寺 (足立区)
源長寺（げんちょうじ）は、東京都足立区にある浄土宗の寺院。

## 概要
1610年（慶長15年）、伊奈忠次の開基である。寺名は忠次の戒名「勝林院殿前備前太守秀誉源長大居士」が由来である。
ただ、実質的な創建者は千住の開発者石出吉胤で、代官頭（後の関東郡代）の忠次に花を持たせる意味で「開基」の座を譲ったという。
なお埼玉県川口市に、同じ院号寺号を持つ伊奈忠次ゆかりの源長寺がある。

## 墓所
- 石出吉胤（千住開発者、贈従五位）

吉胤の千住開発の功により石出家は代々名主を務めることになった。
- 心静法尼（女性行者）

落語家の三遊亭圓朝がのどを痛めて声が出なくなった際に、法力で治したという。圓朝はこれに感謝して石灯籠を墓前に寄進した。

## 交通アクセス
- 千住大橋駅より徒歩6分。